# Девід Едвард Г'юз
Девід Едвард Г'юз (англ. David Edward Hughes; 16 травня 1831 — 22 січня 1900) — валлійський і американський винахідник.
У 1838 році семирічний Г'юз із батьками переселився в Сполучені Штати Америки. У дитячі і юнацькі роки його талант проявився не в науці і техніці, а в музиці. Тому після закінчення коледжу Св. Йосипа в місті Бардстаун (штат Кентуккі) Г'юз спочатку був учителем музики, потім зайнявся природничими науками і з 1851 року викладав фізику в коледжі Бардстауна. 1853 року залишив вчителювання і переїхав у Бовлінґ-Ґрін (штат Кентуккі), де більшість свого часу присвятив науково-технічній творчості, заробляючи на життя і досліди приватними уроками музики. З 1853 року Г'юз працював над винаходом друкувального телеграфного апарату. В удосконаленні апарату йому допомагав Джордж Фелпс (George May Phelps). 1856 року апарат Г'юза вперше було застосовано для зв'язку між містами Вустер і Спрінгфілд, штат Массачусетс. У 1860-х роках апарат Г'юза поширився у всій Європі.

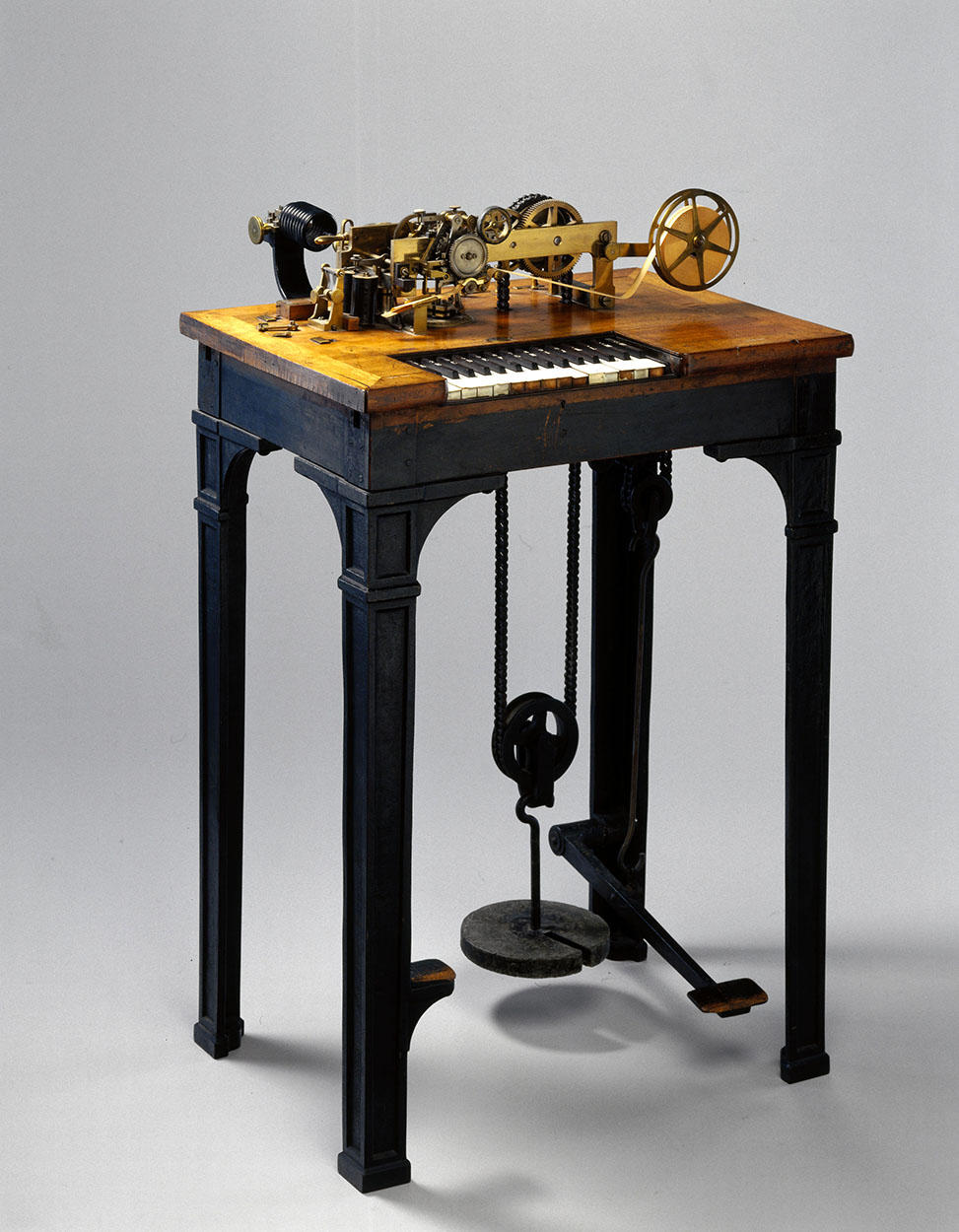
Друкувальний телеграфний апарат Девіда Е. Г'юза (1860)
(з експозиції Музею науки)

Г'юзу належить також винахід мікрофона (1877 рік), індуктивних ваг і сонометра. На честь винахідника Лондонське королівське товариство заснувало медаль Г'юза, яку присуджують з 1902 року.
У 1878—1880 роках Г'юз здійснив прийом та передачу електромагнітних хвиль на відстань до 500 м. Передавачем була індукційна котушка, приймачем було поєднання телефону та мікрофона власної конструкції.

## Мікрофон Г'юза

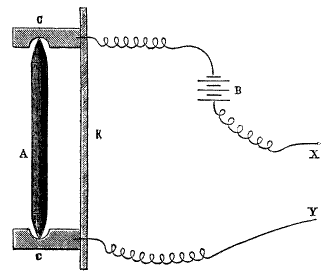
Мікрофон Г'юза

Винайдений Г'юзом у 1877 році мікрофон складався з загостреної на кінцях вугільної (графітової) палички (A, див. рисунок), яка підтримувалася у вертикальному положенні двома вугільними стаканчиками (C), прикріпленими до тонкої платівки (K). Стаканчики за допомогою дротів (X іY) з'єднувалися з батареєю (B) і слуховою трубкою (на рисунку не показана). Дана конструкція і її подальші модифікації увійшли в історію під назвою паличкових мікрофонів.
Механічні коливання, що виникають у вугільній паличці під впливом звуку, впливають на електричний опір у місцях контакту палички зі стаканчиками. При пропусканні постійного струму в електричному колі виникає змінна напруги, що передається на слуховий апарат.

## Нагороди
1880 році Г'юза обрано членом Королівського товариства, яке в 1885 році нагородило його медаллю «на знак визнання оригінальних відкриттів у галузі фізичних наук, зокрема, електрики і магнетизму, та їхнього застосування».